# Јаник Нјанга
Јаник Нјанга (енгл. Yannick Nyanga; 19. децембар 1983) професионални је рагбиста и репрезентативац Француске, који тренутно игра за Расинг 92. Висок 187 цм, тежак 96 кг, добар је у молу и раку, експлозиван је и има јаке ноге, па добро пробија противничку одбрану. 1998. потписао је за АС Безиерс Херолт за који је до 2005. одиграо 57 мечева и постигао 35 поена. Од 2005. до 2015. играо је за најславнији француски клуб Тулуз, са којим је освојио 1 титулу шампиона Европе (2010) и 3 титуле шампиона Француске (2008, 2011 и 2012). За Тулуз је укупно одиграо 257 утакмица и постигао 140 поена. Лета 2015. потписао је за Расинг 92. За рагби репрезентацију Француске дебитовао је 2004. против репрезентације САД. Са репрезентацијом је освојио 3 титуле шампиона купа шест нација. Од 2004. до данас за Француску одиграо је 46 тест мечева и постигао 30 поена. Био је на омоту француске верзије компјутерске игрице EA Sports Rugby 08.